# Schlossbergbahn (Graz)
Le Schlossbergbahn, ou Schloßbergbahn est un funiculaire de la ville autrichienne de Graz. Il relie le centre-ville à la colline du Schloßberg, avec une vue imprenable sur la ville.
Le Schlossbergbahn ne doit pas être confondu avec l'ascenseur du Schlossberg, un ascenseur vertical qui relie le Schloßberg au système de tunnels sous la colline et, par celui-ci, au centre-ville.

## Histoire
L'actuel Schlossbergbahn n'était pas la première ligne sur le Schloßberg, une ligne ayant été utilisée entre 1528 et 1595 pour déplacer les matériaux de construction des fortifications. Après que l'armée a quitté le Schloßberg en 1856, des discussions ont commencé sur les moyens de le rendre plus accessible et, en 1893, la construction de la ligne actuelle a commencé.
En 1894, la ligne a été ouverte, utilisant une machine à vapeur pour tirer le câble et avec un rail à crémaillère Riggenbach pour le freinage.
La ligne a été convertie en transport électrique au cours de l'hiver 1899/1900, en utilisant le courant fourni par le système de tramway de Graz et selon une conception calquée sur le funiculaire de San Salvatore à Lugano, en Suisse. À peu près au même moment, la ligne a été transférée en propriété à la ville de Graz.
En 1960/1961, la ligne est modernisée et les deux gares sont entièrement reconstruites. Les voitures ont été remplacées, les voitures d'origine allant au musée du tramway de Graz et au Musée des techniques de Vienne.
En 2000, l'ascenseur du Schlossberg a été construit pour fournir un itinéraire alternatif entre la ville et le sommet à temps pour la désignation de la ville en tant que capitale européenne de la culture en 2003. En 2004, le Schlossbergbahn a de nouveau été modernisé, les deux voitures étant remplacées et les deux gares reconstruites, pour un coût de 2,5 millions d'euros. Les nouvelles voitures ont des toits en verre, pour permettre aux passagers de voir la vue sur la ville.

Images
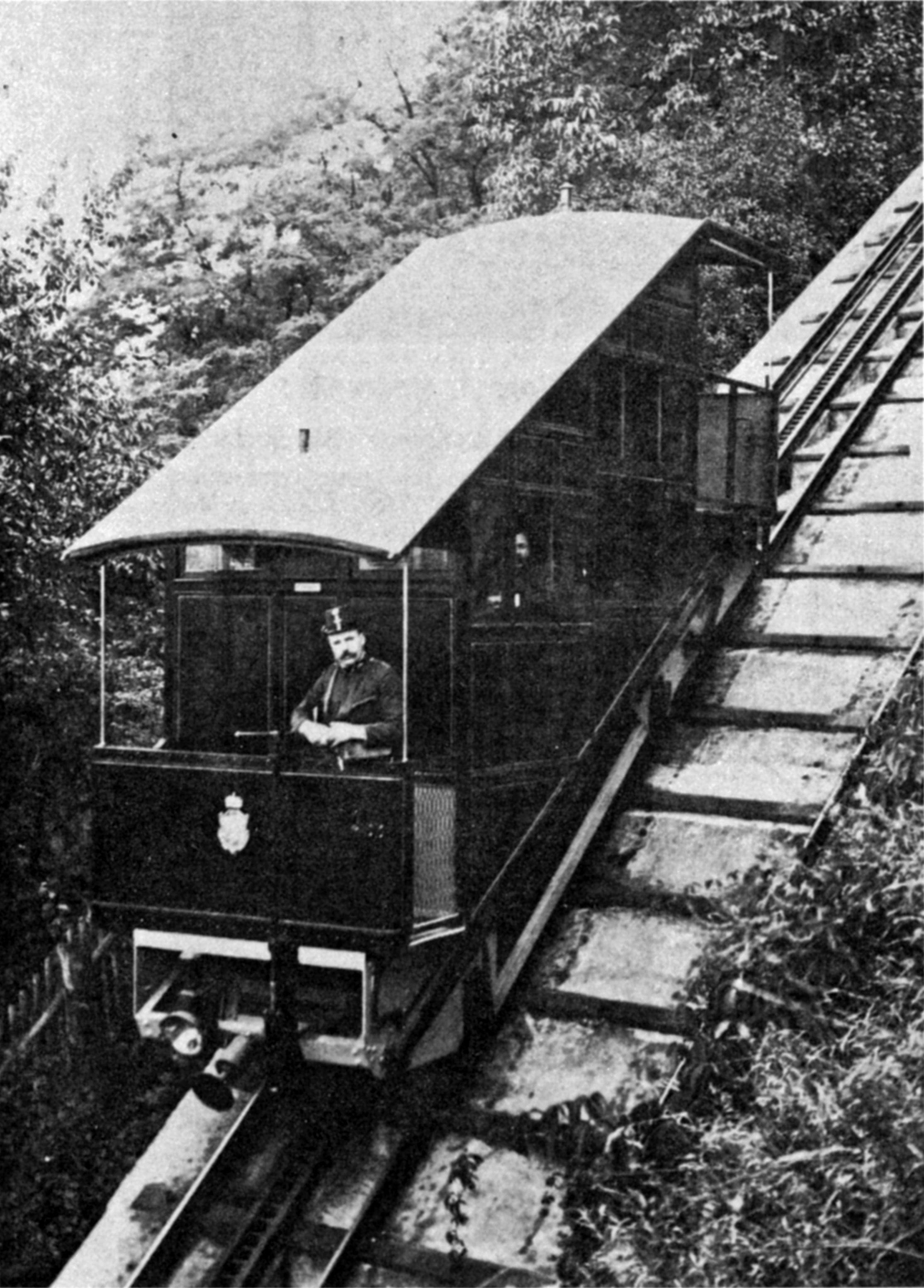
Une voiture originale en 1900.
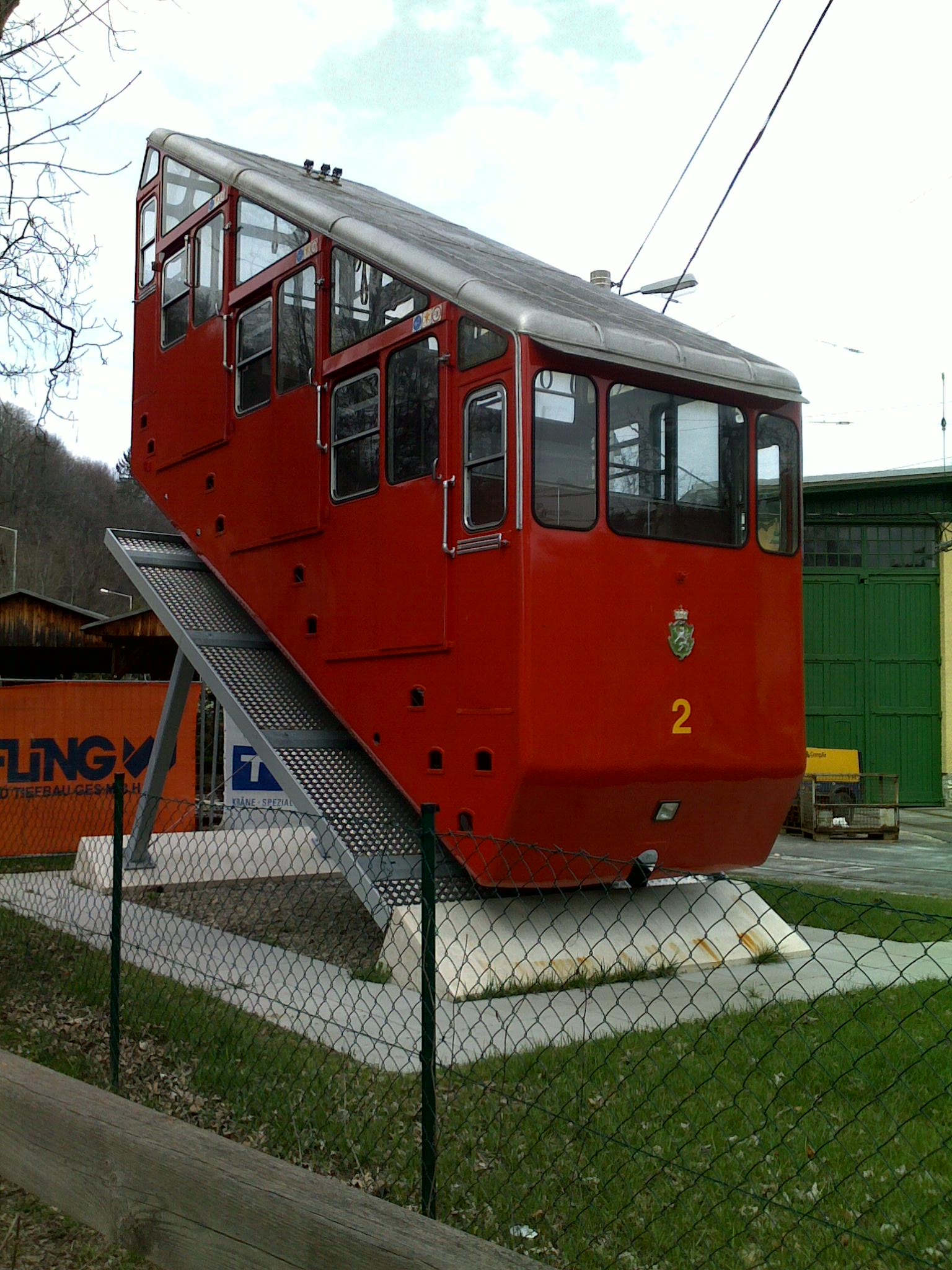
Voiture de deuxième génération au musée du tramway de Graz.

## Opération

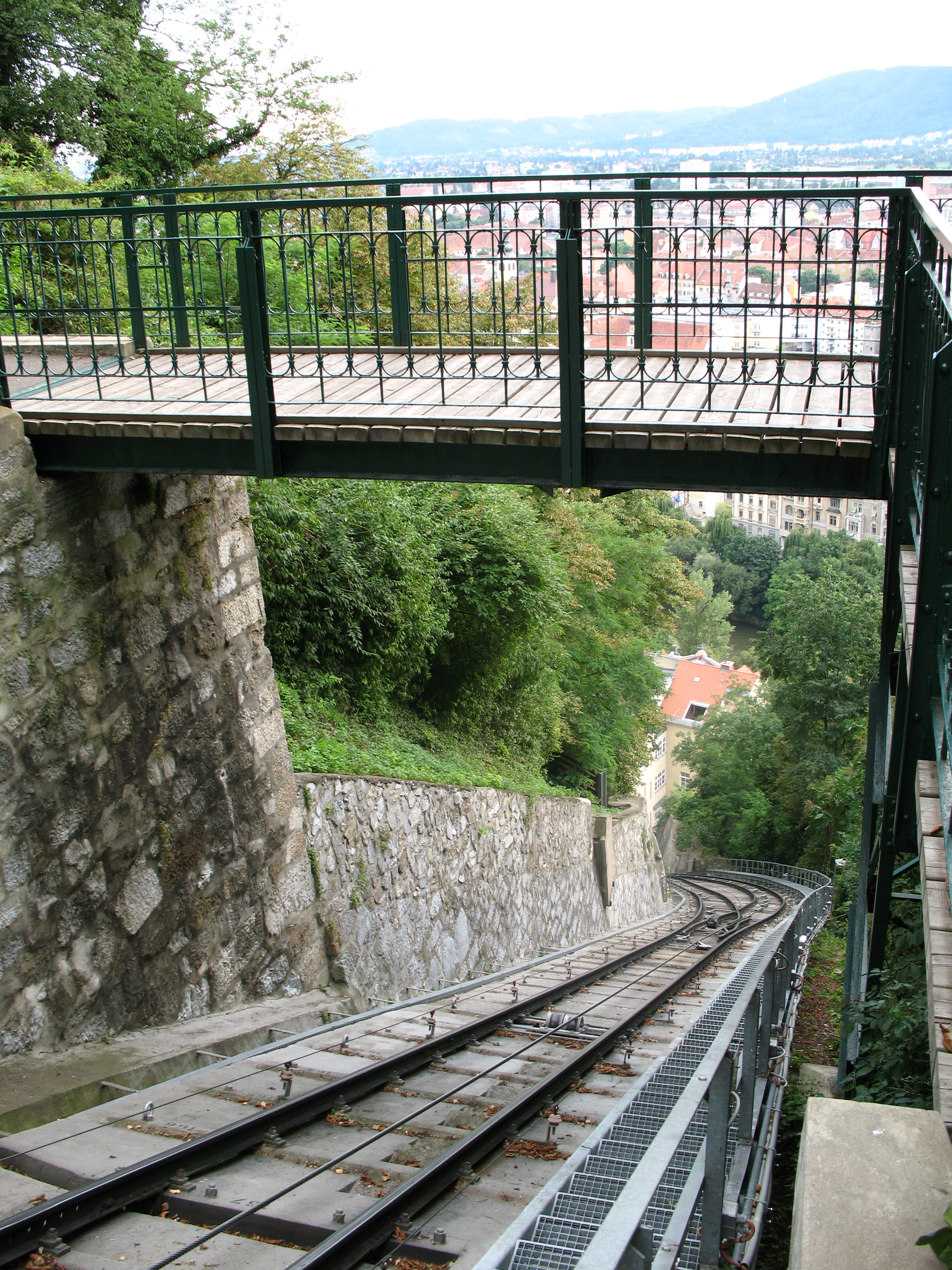
Voir en bas de la ligne

La gare inférieure de la ligne est desservie par l'arrêt Schloßbergbahn, sur les lignes 4 et 5 du réseau de tramway de la ville.
La ligne a les paramètres techniques suivants,, : 
| Nombre d'arrêts        | 2                                      |
| Configuration          | Voie unique avec boucle de dépassement |
| Mode de fonctionnement | Un conducteur par voiture              |
| Longueur de piste      | 201 m                                  |
| Élévation              | 108 m                                  |
| Pente maximale         | 60%                                    |
| Nombre de voitures     | 2                                      |
| Vitesse maximum        | 3 m/s                                  |
| Temps de trajet moyen  | 3 minutes                              |
| Capacité               | 58 passagers par voiture               |
| Traction               | Électricité                            |